# يو فوكوموتو
يو فوكوموتو (باليابانية: 福本悠) هو لاعب كرة قدم ياباني، ولد في 3 يوليو 2002 في ميه في اليابان.

## وصلات خارجية
- يو فوكوموتو على موقع رابطة كرة القدم اليابانية للمحترفين (اليابانية)
- يو فوكوموتو على موقع Soccerway.com (الإنجليزية)
- يو فوكوموتو على موقع عالم كرة القدم.نت (الإنجليزية)